# Fiat 131
Fiat 131 — автомобиль компании Fiat, выпускавшийся с 1974 по 1984 год. Являлся модернизацией уже значительно технически устаревшего Fiat 124. Имел 4-дверную и 2-дверные версии седана и 4-дверную универсал. Двухдверный кабриолет на базе Fiat 131 назывался Spider 2000.
131-му было присвоено имя Mirafiori, таким образом был отмечен разрыв с бывшей системой Fiat, созданной в 1960-х годах, по которой наименования своих моделей имели только трехзначный номер, и был принят шаблон англо-американского стиля названия автомобиля, с тщательным подбором имен для новых моделей. Всего в Италии было произведено 1 513 800 единиц Fiat 131.

## Конструкция
Fiat 131 имел ту же классическую компоновку, что и его предшественник с передним продольным расположением двигателя и задним приводом. Оснащался как механическими коробками передач так и 3-ступенчатыми автоматическими трансмиссиями (в основном для экспорта в США). Автоматическая трансмиссия была заимствована от Opel (Trimatic). На передних колёсах имелись дисковые тормоза, а на задних были барабанные.
Все применяемые двигатели были рядными, четырёхцилиндовыми, ведущие свою историю с Fiat-124, с чугунным блоком цилиндров и головкой блока цилиндров из алюминиевого сплава, с цепным приводом распредвала (SOHC) или ремённым приводом двух верхних распределительных валов (DOHC). Подача топлива — один двухкамерный карбюратор Вебер ADF.
Передняя подвеска независимая, со стойками МакФерсон и стабилизатором поперечной устойчивости. Задняя подвеска — неразрезная ось на двойных продольных рычагах неравной длины и тягой Панара (Panhard), с пружинами и амортизаторами.

## Серия 1
Fiat 131 был впервые представлен в 1974 году на Туринском Автосалоне.
Первоначально 131 оснащались рядными четвёрками OHV с 1297  см³ или 1585 куб. см. Существовали две комплектации — базовая 131 и улучшенная 131 S или 131 Special, которая отличалась от базовой модели четырёхфарной схемой головного света, хромированным окружением окон и различных приборов.
В 1976 году примерно 500 Fiat 131 Abarth Rallye были построены для омологации в ралли. Этот автомобиль подвергся многочисленным техническим изменениям, таким как установка двухлитрового двигателя DOHC мощностью 140 л. с., механического впрыска топлива и независимой задней подвески. В гоночной версии двигатель выдавал около 215 л. с. в сезоне 1977 года.
| Модель    | Рабочий объём | Двигатель | Мощность  |
| Mirafiori | 1297 см³      | ohv       | 65 л. с.  |
| Mirafiori | 1585 см³      | ohv       | 75 л. с.  |
| Familiare | 1297 см³      | ohv       | 65 л. с.  |
| Familiare | 1585 см³      | ohv       | 75 л. с.  |
| Abarth    | 1995 см³      | dohc      | 140 л. с. |

## Серия 2
131 получил незначительную реконструкцию в 1978 году. Новые двигатели DOHC или «Twin Cam» стали устанавливаться на модели под маркой SuperMirafiori. Серия 2 под именем Fiat Brava стала продаваться в Соединенных Штатах. Самым большим изменением внешнего вида стали большие, прямоугольной формы, передние фары (для США остались четыре круглые фары), новые бамперы, новые большие задние фонари и новый салон. В 1978 году вышла 2-дверная спортивная версия Racing (Mirafiori Sport в Великобритании) с двигателем DOHC 115 л. с. Этот автомобиль имел четыре круглые фары (внутренней фары были меньше, чем наружные, в отличие от любой другой модели Mirafiori), другие решетки и спойлеры, расширенные колесные арки, и короткоходную 5-ступенчатую коробкой передач. Версия с дизельным двигателем также имела четыре круглые фары (одинаковых по размеру). Универсал Familiare был переименован в Panorama.
| модель         | Рабочий объём | Тип двигателя | Мощность  |
| Mirafiori      | 1301 см³      | ohv           | 65 л. с.  |
| SuperMirafiori | 1301 см³      | dohc          | 78 л. с.  |
| SuperMirafiori | 1585 см³      | dohc          | 96 л. с.  |
| Panorama       | 1301 см³      | ohv           | 65 л. с.  |
| Panorama       | 1585 см³      | ohv           | 75 л. с.  |
| Diesel         | 1995 см³      |               | 60 л. с.  |
| Diesel         | 2445 см³      |               | 72 л. с.  |
| Racing         | 1995 см³      | dohc          | 115 л. с. |

## Серия 3
131 был снова обновлен в марте 1981 года. К этому времени машина уже не предлагалась в США. Производство спорт версии Racing прекратились, а двигатель Twin Cam 2,0L пошёл в SuperMirafiori. Автомобиль получил немного обновлённый интерьер, нижние накладки на кузове. Вышел новый двигатель SOHC 1,4 L и SOHC 1,6 L, новое сцепление, коробки передач, пересмотрена подвеска, бензобак увеличился в размерах (53 л). В 1982 году появилась новая спорт-версия Volumetrico Abarth с 2-литровым Twin-cam с наддувом. В 1983 году универсал стал выпускаться под именем 131 Maratea с двумя вариантами двигателей ТС 2,0 (115 л. с.) и 2.5D (72 л. с.).

## Автоспорт

### Fiat 131 Abarth
Fiat 131 Abarth был очень успешным раллийным автомобилем группы 4, благодаря которому спортивное подразделение компании Fiat трижды побеждало в чемпионате мира по ралли в зачёте производителей: в 1977, 1978 и 1980 годах. На этом автомобиле Маркку Ален выиграл Кубок FIA 1978 года для ралли-пилотов, турнир являвшийся прямым предшественником чемпионата мира в личном зачёте, а Вальтер Рёрль выиграл чемпионат мира по ралли 1980 года в личном зачёте. В период с 1976 по 1981 год на Fiat 131 Abarth было выиграно 20 этапов WRC; среди пилотов были также такие звёзды мирового ралли, как Сандро Мунари, Тимо Салонен, Аттилио Беттега, Мишель Мутон, Бернар Дарниш и другие.

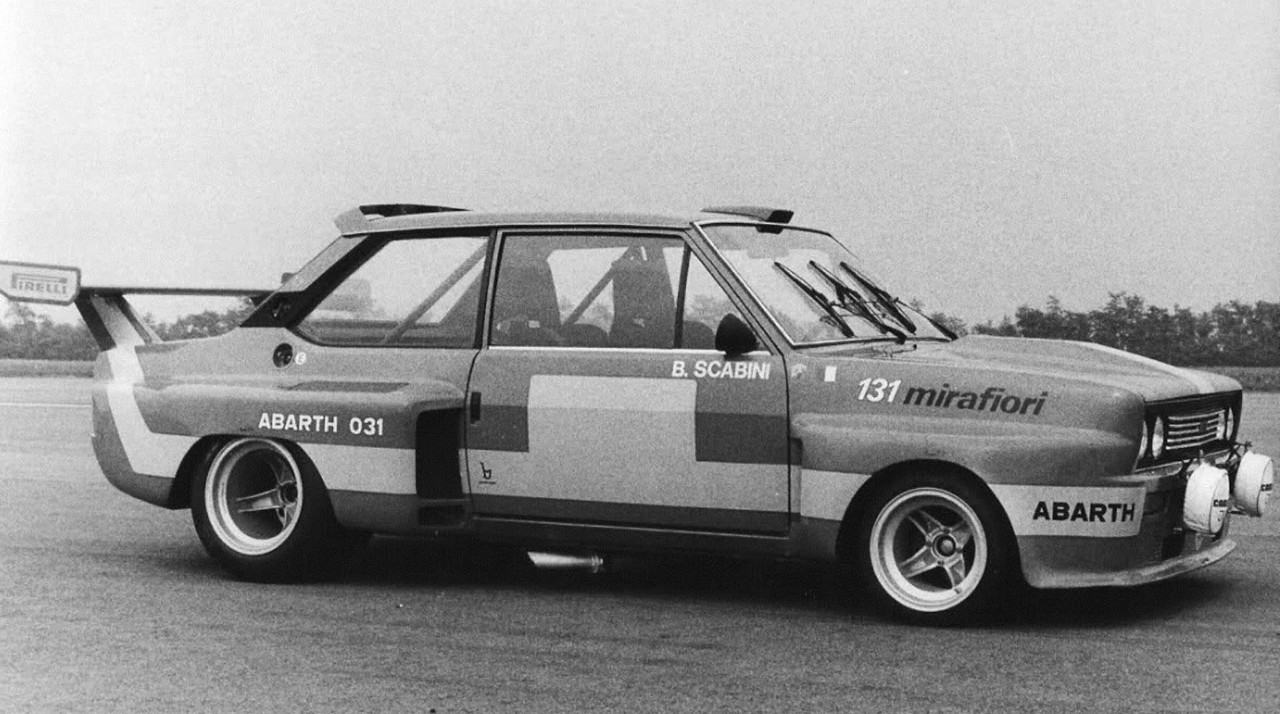
1975 "031", предсерийный прототип будущей модели Fiat 131 Abarth
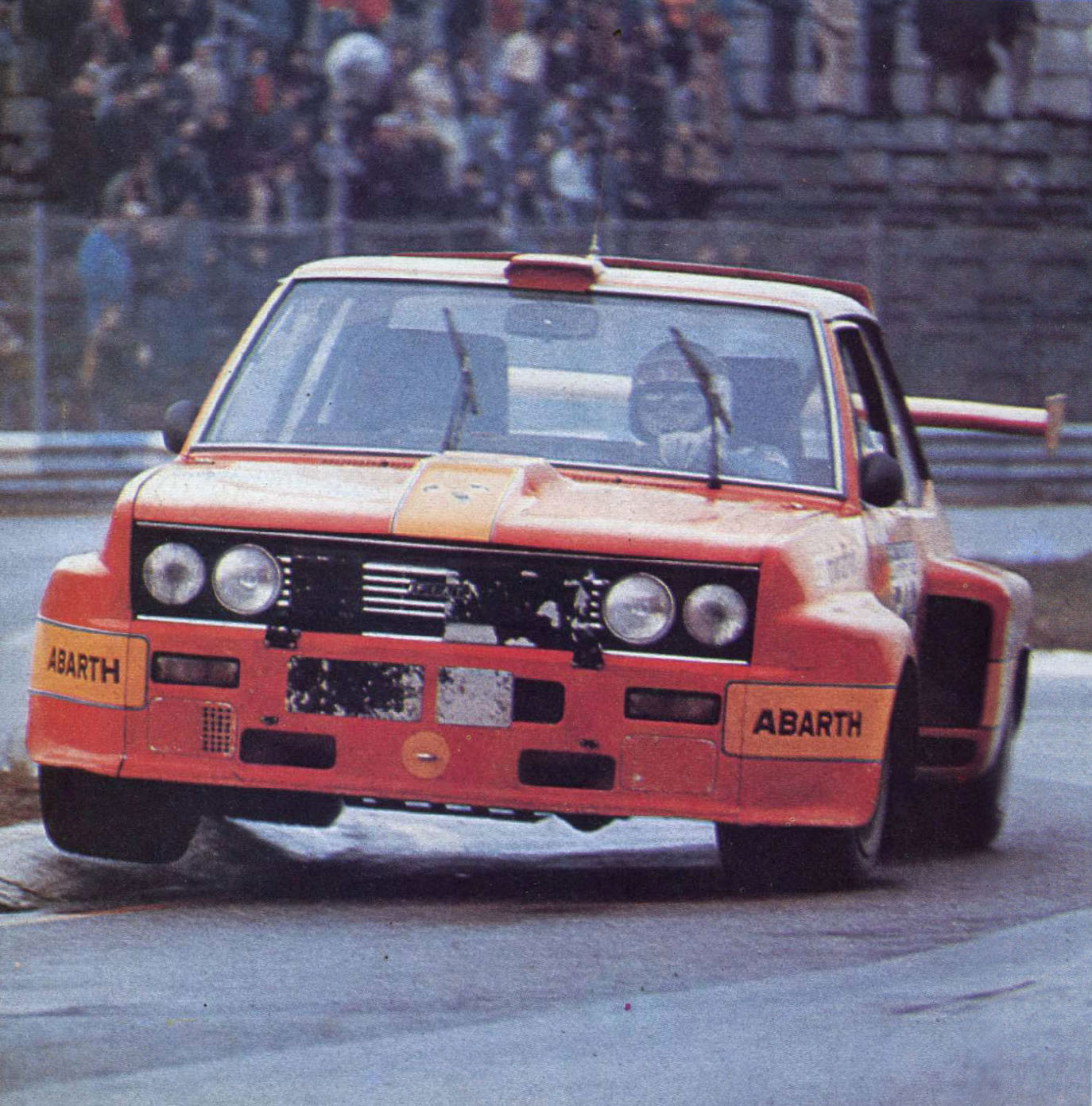
Прототип Fiat Abarth 031 на Giro d'Italia'1975
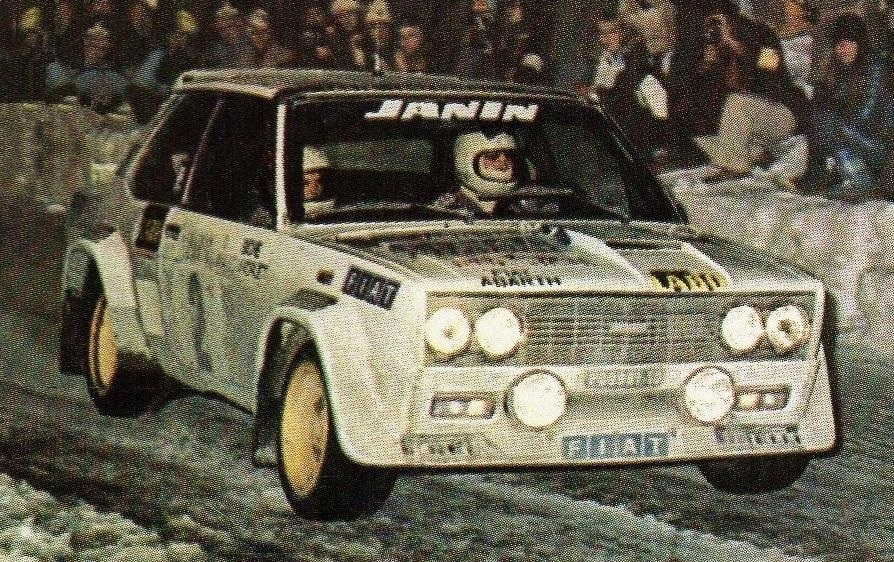
Жан-Клод Андре пилотирует Fiat 131 Abarth на Ралли Монте-Карло-1977
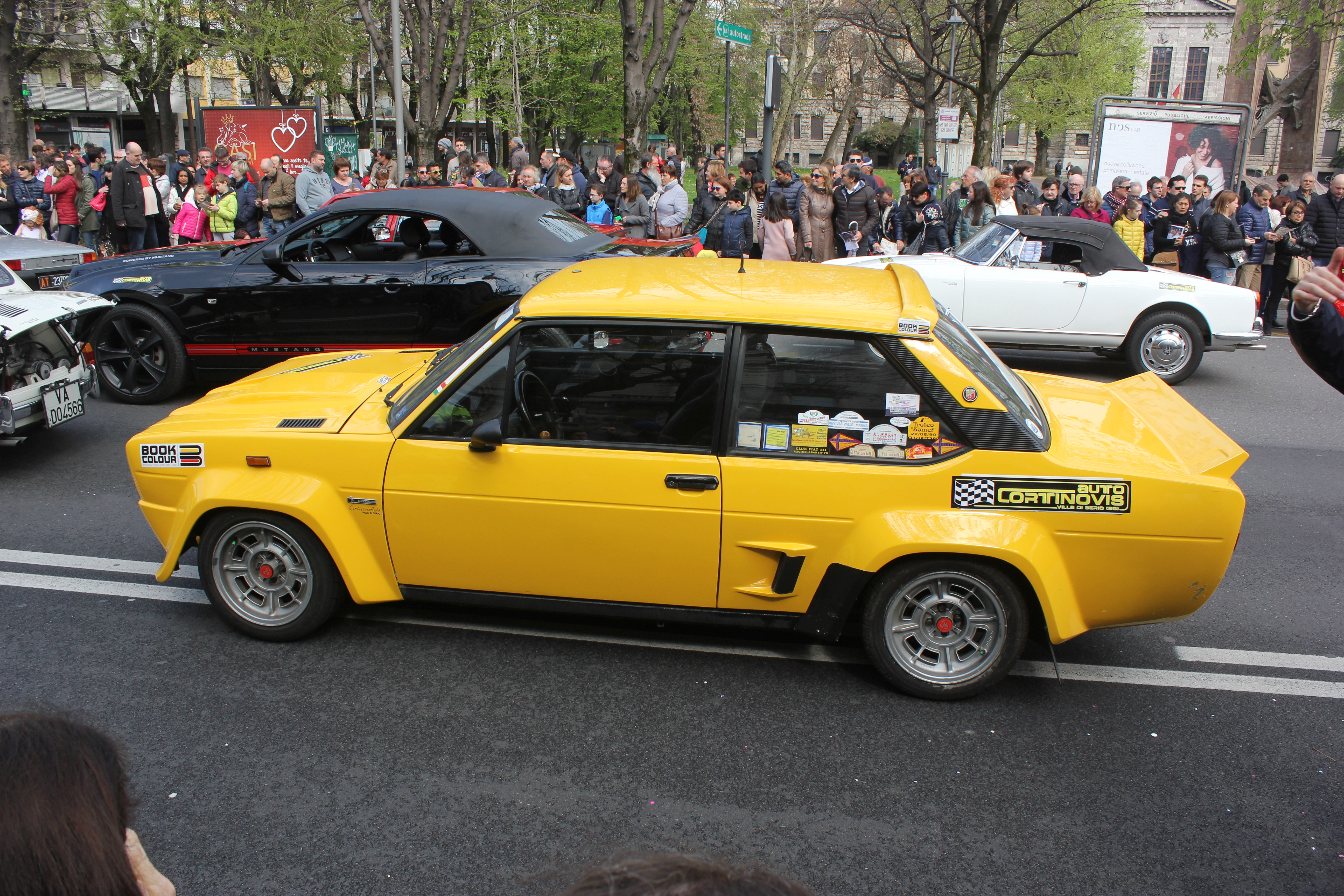
Fiat 131 Abarth, вид сбоку
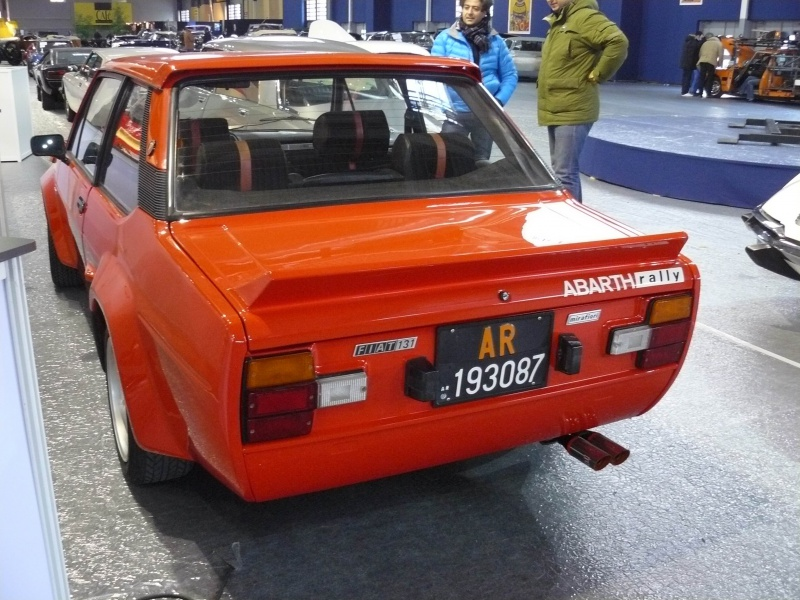
Fiat 131 Abarth, вид сзади